# جون فيرهوك
جون فيرهوك (بالهولندية: John Verhoek) (25 مارس 1989 بلايدسخيندام في هولندا - ) هو لاعب كرة قدم هولندي في مركز الهجوم. لعب مع أدو دين هاغ وإف إس في فرانكفورت ودين بوستش وستاد رين ونادي دوردريخت ونادي سانت باولي.

## وصلات خارجية
- جون فيرهوك على موقع رابطة كرة القدم الفرنسية للمحترفين (الإنجليزية)
- جون فيرهوك على موقع قاعدة بيانات كرة القدم.إي يو (الإنجليزية)
- جون فيرهوك على موقع ليكيب (الفرنسية)
- جون فيرهوك على موقع Soccerway.com (الإنجليزية)
- جون فيرهوك على موقع عالم كرة القدم.نت (الإنجليزية)